# Peter Feddersen (Politiker, 1802)
Peter Feddersen (* 19. Februar 1802 in Husum; † 20. Januar 1896 in Kiel) war ein deutscher Landwirt und Politiker.

## Leben und Wirken
Peter Feddersen entstammte einer alten Husumer Familie, zu der Juristen, Theologen und Kaufleute gehörten. Sein Vater Berend Feddersen (* 9. September 1767 in Husum; † 25. Februar 1841 in Rapstedt) arbeitete als Hardesvogt der Schluxharde und war ein Schriftsteller. Er war verheiratet mit Luise, geborene Thomsen (* 1774 in Mildstedthof; † 1837 in Rapstedt). Das Ehepaar hatte einen weiteren Sohn namens Berend (1800–1870), der als Landgerichtsnotarius in Schleswig und Direktor der Altona-Kieler Eisenbahn-Gesellschaft arbeitete und dem Direktorium des Schleswig-Holsteinischen Kunstvereins angehörte.
Der Großvater väterlicherseits namens Berend Federsen (1736–1804) war ein Husumer Bürgermeister und verheiratet mit Agatha Woldsen, die als „Großmutter Feddersen“ Theodor Storms bekannt war. Zu seinen Neffen gehörte der Physiker Berend Wilhelm Feddersen.
Die Brüder Feddersen besuchten gemeinsam die Gelehrtenschule in Husum. Peter Feddersen absolvierte danach eine landwirtschaftliche Ausbildung auf mehreren Anwesen in Holstein. Anschließend übernahm er den von ihm bewirtschafteten Hof Blansgaard im Sundewitt. Als Pächter baute er ab 1830 das herzoglich-augustenburgische Gut Kieding bei Gravenstein zu einem Musterbetrieb um.
Feddersen verteidigte entschieden die Erbansprüche der Augustenburger und gehörte zu den engen Vertrauten Herzog Christian Augusts. Während der Schleswig-Holsteinischen Erhebung protegierte er umfangreich die Truppen des Bundes. Auf Gut Kieding hielten sich während des Krieges insgesamt 24.000 Soldaten auf. Das Herrenhaus diente für einige Zeit als Hauptquartier des Oberkommandos. Außerdem wohnten hier der spätere König Albert von Sachsen, der Herzog von Nassau und der die schleswig-holsteinische Armee kommandierende Eduard von Bonin.
Gemeinsam mit Obergerichtsadvokat von Prangen übernahm Feddersen 1849 die Verwaltung des Vermögens des Hauses Augustenburg. Mit vielen Eingaben und Vorsprachen bei Bundeskommissaren bemühte er sich, Übergriffe der Dänen auf Schloss Augustenburg und Schloss Gravenstein abzuwenden. 
Von 1849 bis zu deren Auflösung gehörte Feddersen der Schleswig-Holsteinischen Landesversammlung an. Daher geriet er nach Kriegsende in zahlreiche Konflikte mit dänischen Behörden. Da die Dänen nun die von ihm bewirtschafteten Güter verwalteten, trennte er sich 1856 von Kieding. Stattdessen zog er auf das 1854 erworbene adelige Gut Staun im Kirchspiel Sieseby, heute ein Teil der Gemeinde Thumby. Als gewählter Deputierter des Schwansener Güterbezirkes weigerte er sich im November 1863 als erste Person des Bezirks, den Eid auf den neuen König Christian IX. zu leisten.
Während des Deutsch-Dänischen Krieges leitete Feddersen die sogenannte „Fuhrkommission“. Diese unterstand der Obersten Zivilbehörde und organisierte den Truppentransport und Nachschub. Für diese Verdienste bekam er, trotz seiner strikten Ablehnung der Politik Schleswig-Holsteins, den Roten Adlerorden verliehen.
1868 zog Feddersen in den ersten Provinziallandtag ein und gehörte dem Landesökonomiekollegium an. Im selben Jahr verließ er das Gut Staun und zog nach Kiel. Hier ließ er ein Haus am Lorentzendamm bauen, in dem er bis Lebensende wohnte und das später die „Hänelsche Villa“ hieß. 1870/71 arbeitete er auch in der Veranlagungskommission für die Grundbesteuerung der Landwirtschaft mit.

## Politische Haltung
Feddersen war ein lebenslang konservativer Politiker. Er unterstützte den Herzog von Augustenburg nur aufgrund legitimistischer Absichten. Damit stand er im Gegensatz zu seinem Schwiegersohn Wilhelm Ahlmann, der sich zunächst eher demokratisch und liberal verhielt. Da beide Politiker die Unabhängigkeit Schleswig-Holsteins und die Unabhängigkeit von Dänemark anstrebten, arbeiteten sie sehr fruchtbar zusammen.
Feddersen war unbestechlich und sehr charaktervoll, was ihm Einfluss und das Ansehen des Herzogs einbrachte. Er war einer der führende Landwirte dieser Zeit und unterstützte darüber hinaus die Landesgeschichtliche Sammlung und den Schleswig-Holsteinischen Kunstverein umfangreich.

## Familie
Feddersen war verheiratet mit Luise Hagemann (* 1804 in Steinwehr; † 1884 in Kiel). Der Vater der Ehefrau war der Gutsbesitzer und Justizrat Georg Heinrich Hagemann. Das Ehepaar hatte zwei Kinder: 
- Der Sohn Ludwig Feddersen (1831–1912) wohnte auf dem Gut Rosenhof und gehörte dem Preußischen Abgeordnetenhaus und dem Provinziallandtag an.
- Die Tochter Dorothea (1828–1910) heiratete den Bankier Hans Wilhelm Ahlmann.